# Sarcocyphos obcordata
Sarcocyphos obcordata là một loài Rêu trong họ Gymnomitriaceae. Loài này được Berggr. mô tả khoa học đầu tiên năm 1875.